# Skywriting by Word of Mouth
Skywriting by Word of Mouth, and Other Writings Including the Ballad of John and Yoko, é o terceiro e último livro escrito pelo músico inglês John Lennon. Foi publicado postumamente em 1986 e incluía um posfácio da viúva de Lennon, Yoko Ono, com quem ele se casou em 1969. Assim como seus outros livros, este contém textos e desenhos diversos.
O livro inclui a autobiografia de Lennon (intitulada "The Ballad of John and Yoko", também título de uma música), na qual ele fala sobre a separação dos Beatles ("Eu comecei a banda. Eu a dissolvi.") e diz que não tem ressentimentos contra seus antigos companheiros de banda: "Paul, George e Ringo. Não guardo mágoa deles". No entanto, ele também se referiu a eles como "pensadores revolucionários de vanguarda", uma declaração que pode ser interpretada como sarcástica em sua intenção, e declarou: "Em retrospecto, os Beatles não foram uma parte mais importante da minha vida do que qualquer outro (e menos do que alguns)". 
Lennon mencionou o manuscrito em uma entrevista à Playboy de 1980: "Em um ponto [durante sua "aposentadoria" de cinco anos da música]... eu escrevi cerca de duzentas páginas de coisas malucas".  O manuscrito foi roubado do apartamento dos Lennons em 1982 e recuperado posteriormente em 1986, quando Ono o publicou. 

## Conteúdo

### The Ballad of John and Yoko
Esta parte do livro, intitulada "The Ballad of John and Yoko", é a única autobiografia de Lennon. Possui quatro partes conforme detalhado abaixo e também é o nome de uma música - The Ballad of John and Yoko. 
- "All We Were Saying Was Give Peace a Chance". (Também é o nome de uma música escrita por Lennon).
- "We'd All Love to See the Plan". (O título é compartilhado com versos da música Revolution, dos Beatles).
- "We Fought the Law and the Law Lost"
- "The Mysterious Smell of Roses"

### Two Virgins
Escrito na época em que o público soube que ele estava vivendo com Ono como marido e mulher. 

### An Alphabet
Escritos sobre o alfabeto de John Lennon. 

### Skywriting by Word of Mouth
Esta seção do livro tem 29 partes, intituladas da seguinte forma; 
- Skywriting by Word of Mouth
- Subtitled "Lucy in the Scarf with Diabetics"
- Up Yours
- Puma Eats Coast Guard
- Puma Eats Scapegoat
- Spare Me the Agony of Your Birth Control
- "Demented in Denmark"
- "It Nearly Happened in Rome"
- "A Paradox and a Matching Sweater, Please"
- "The Air Hung Thick Like a Hustler's Prick"
- "A Conspiracy of Silence Speaks Louder Than Words"
- "Nobel Peace Prize Awarded to Killer Whale"
- "The Art of Deception Is in the Eye of the Beholder"
- "Be Were Wolf of Limitations," or..."The Spirit of Boogie Be Upon You"
- "A Word in Your Orifice," or..."Bebe Seagull Bites Dust"
- The Incredible Mediocre Rabbits
- Europe on Five Camels a Day
- "Death Is Switching Channels on TV"
- Chapter 23 or 27:  In Which a Harvard Graduate Faints at the Sight of Enlightenment
- "Florence de Bortcha Has Nuptials"
- Grueling Bi Centennial Scatters Entrails
- "A Reason for Breathing"
- "Hang This Garlick [sic!] Round Your Neck and You'll Never Marry"
- Experts Dance at Soc Hop Ball
- The Importance of Being Erstwhile
- "Never Cross a Horse with a Loose Woman"
- The Life of Reilly, by Ella Scott Fizgeraldine
- Chapter 41: A Complete Change of Pacemaker
- Never Underestimate the Power of Attorney